# Westwood Studios
Westwood Studios – amerykański producent i wydawca gier komputerowych.
Firma została założona jako Westwood Associates w 1985 przez Louisa Castle’a oraz Bretta Sperry’ego. Po przejęciu przez Virgin Games w 1992 roku studio zmieniło nazwę na Westwood Studios. W 1995 roku Virgin Games zmieniło nazwę na Virgin Interactive Entertainment. 17 sierpnia 1998 r. firma Electronic Arts przejęła amerykańskie aktywa Virgin Interactive Entertainment za 122,5 miliona dolarów, w tym Westwood Studios. W 2003 została zasymilowana z Electronic Arts. Westwood Studios jest odpowiedzialne m.in. za serię gier z cyklu Command & Conquer, Dune, Lands of Lore, NOX, Blade Runner czy Earth & Beyond.